# Религия в Исландии

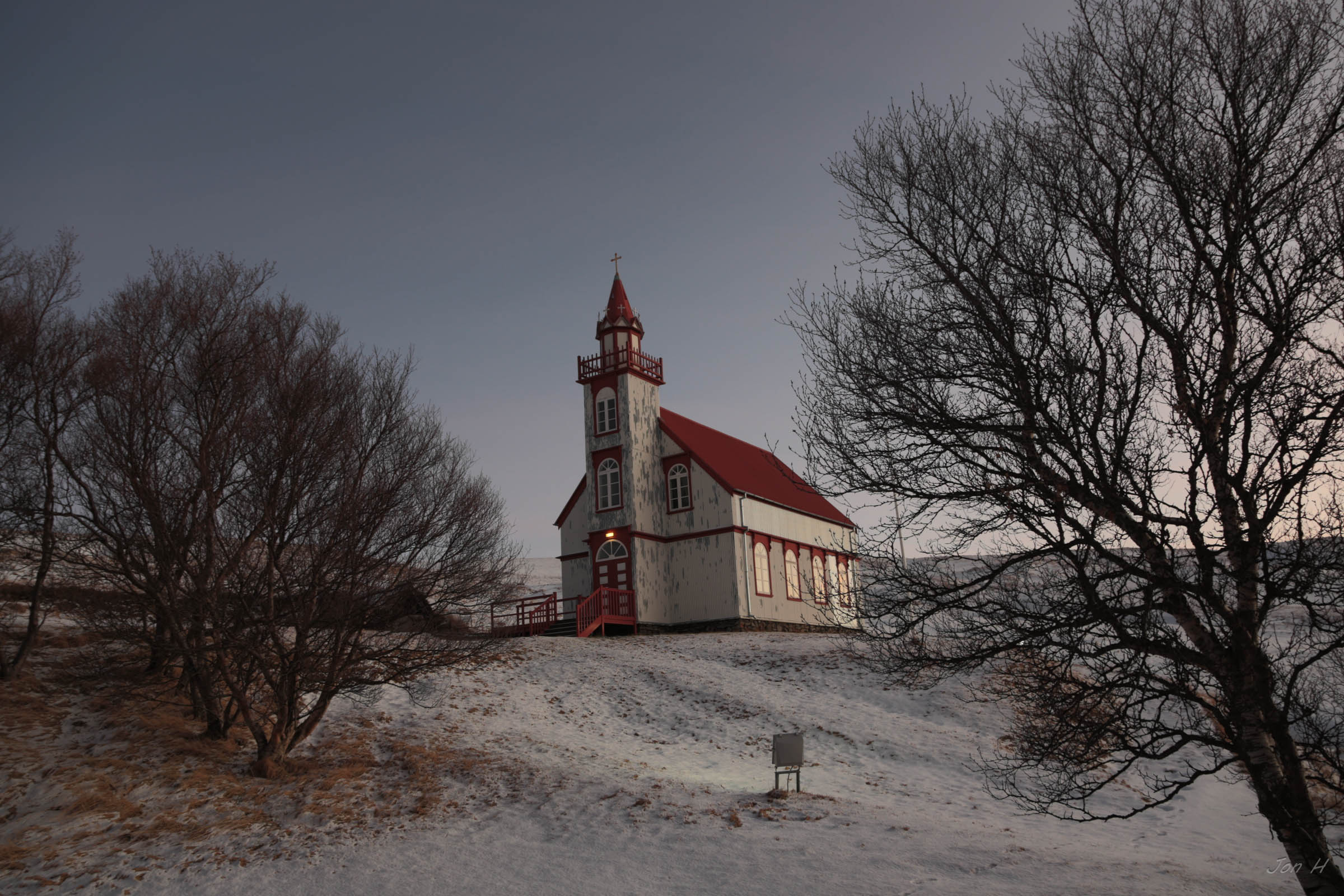
Хлизарендакиркья на юге Исландии.

Основная конфессия Исландии — евангелистская лютеранская церковь Исландии, которая стала официальной в 1540 году (тогда Исландия принадлежала Дании), в 2009 году её исповедовали 92,2 % от всего населения страны. Также население исповедует католицизм и другие лютеранские церкви. В Рейкьявике, возможно, построят и Православную церковь. Результаты опроса опубликованного в начале 2016 года показывают, что меньше половины исландцев считают себя религиозными и более 40 % молодых людей считают себя атеистами. Религия более распространена за пределами Рейкьявика. Так 56,2 % опрошенных жителей столицы идентифицировали себя как христиане. На остальных территориях страны доля христиан 77-90 %. Так же опрос показал разницы в религиозности поколений. Ни один из опрошенных молодых людей (до 25 лет) не верит в библейскую историю создания Земли.

## Христианство

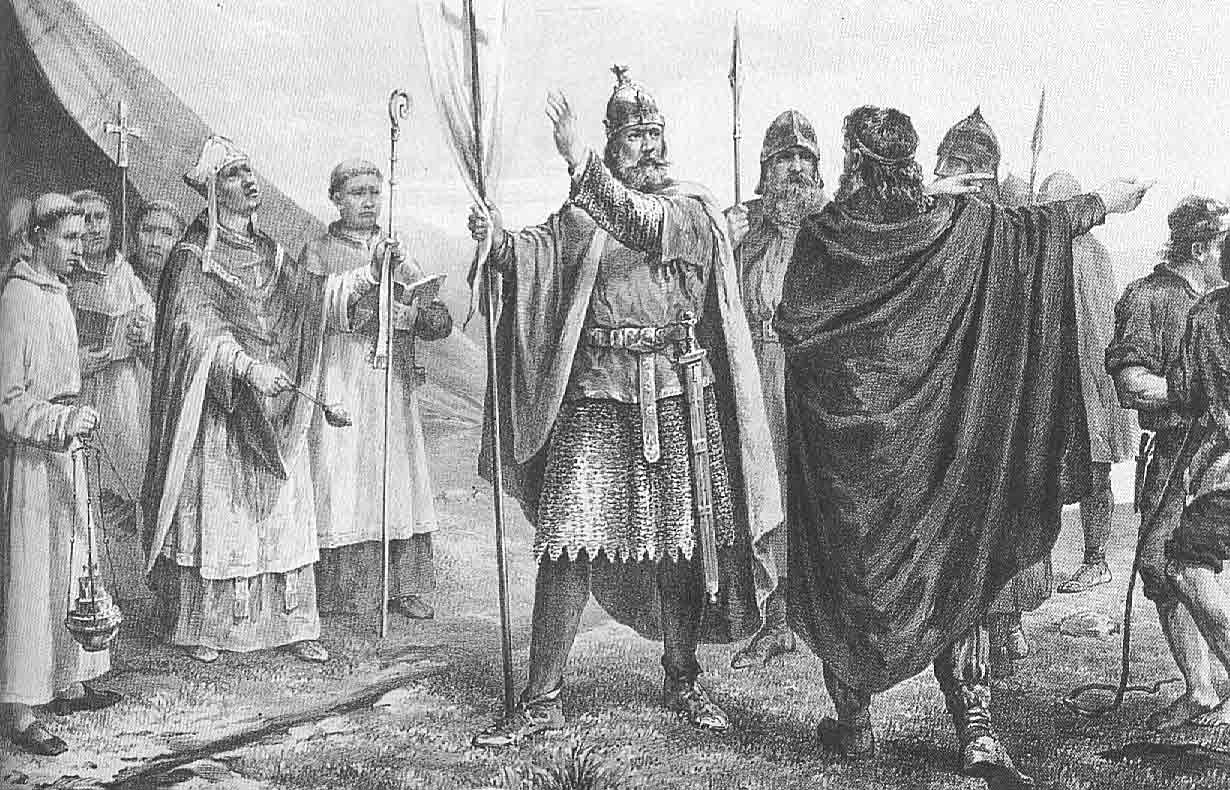
Петер Николай Арбо «Приезд Олава I Трюггвасона в Норвегию» (1860)

Христианство было принято в Исландии в качестве официальной религии в 1000 году.
С 1860 года в Исландии действует католическая миссия, которая создала до сих пор существующие школы и госпитали. С 1929 года в Рейкьявик официально назначен католический епископ и открыто несколько католических конгрегаций. Сегодня в Исландии существует небольшая католическая община численностью около 10 500 человек, состоящая в основном из иммигрантов из различных католических стран. В стране действует единственная католическая епархия Рейкьявика.

## Ислам

Мечеть в Рейкьявике

## Язычество
К началу февраля 2015 года языческая община Исландии насчитывала 2400 человек. Начато строительство храма скандинавского пантеона в Рейкьявике. Популярностью также пользуется зуизм, основанная в 2010 году Олафюром Хельги Доргримссоном и зарегистрированная в стране официально в 2013 году. В основе зуизма лежит шумеро-аккадская мифология.